# FotoMagico
FotoMagico ist ein Präsentationsprogramm für das Betriebssystem macOS. Programmiert wurde es von Peter Baumgartner für die deutsche Firma Boinx Software bei München, der Vertrieb läuft über den Mac App Store, Application Systems Heidelberg und die firmeneigene Webseite.
Die Oberfläche der Software erinnert vom Aussehen her an iMovie und ist sehr intuitiv zu bedienen. In FotoMagico können Bilder aus dem Archiv von Fotos sowie eigenen Verzeichnissen eingebunden werden. Als Töne akzeptiert das Programm die Bibliothek von iTunes. Auf einer Bühne werden die Elemente angeordnet, mit Effekten und Überblendungen verknüpft und schließlich auch akustisch untermalt.
Die fertigen Präsentationen werden direkt auf DVD gebrannt, als QuickTime-Film gesichert oder für den iPod konvertiert.
Die Version 1.8 arbeitet mit Aperture zusammen.
Die Version 2.2, die unter anderem Bildschirmschoner und Standalone-Shows produziert sowie Wasserzeichen gestattet, hat jetzt einen Exportagenten, der die Ausgabe von Filmen stark erleichtert. Sie wurde im Juni 2008 mit einem weiteren Apple Design Award in der Kategorie "Best Mac OS X Leopard Graphics and Media Application" belohnt. Die Version 2.5 enthält einen Teleprompter zum Arbeiten auf einem zweiten Monitor, unterstützt den iMedia Browser und exportiert direkt im YouTube-Format.
Version 4 bringt unter anderem Unterstützung für mehrere Ebenen, eine Zeitleiste, eine überarbeitete Benutzeroberfläche und verbesserte Synchronisierung von Audio mit den Folien.
Version 5 fügt unter anderem dem Programm eine dunkle Benutzeroberfläche und eine Bibliothek vorgefertigter Schnipsel hinzu, welche in die Präsentation eingebunden werden können.
Version 6 enthält einen  Kartenassistent, mit dem sich Reiserouten einfach animieren lassen können. Bilder, Videos und Ebenen werden mit einer Reihe neuer visueller Effekte versehen. Die Software ist jetzt nur noch im Abo (monatliche oder jährliche Zahlung) erhältlich.

## Auszeichnungen
- 2006: Apple Design Award (Runner up; Best Mac OS X User Experience)
- 2007: Best Creative Application (MacGeneration Trophées)
- 2008: Apple Design Award (Best Mac OS X Leopard Graphics and Media Application Runner-Up)